# いしいひさいち
いしい ひさいち（本名：石井 壽一（読み同じ）、男性、1951年〈昭和26年〉9月2日 - ）は、日本の漫画家である。最長期作品は『ののちゃん』、代表作は『がんばれ!!タブチくん!!』である。編集プロダクション「チャンネルゼロ」監査役。

## 概説
新聞連載や4コマ漫画を中心として活動。一方でいわゆる「新聞漫画」「風刺画」を基調とせず、プロ野球、政治、経済、時事問題、推理小説、哲学、時代劇、学生の貧乏生活、庶民の家庭生活など多岐に渡るテーマを扱い、極度にデフォルメされたキャラクターと過激な皮肉、ナンセンスや解読困難な展開など独特な世界観を提供する。
第31回文藝春秋漫画賞、第7回手塚治虫文化賞短編賞、第32回日本漫画家協会賞大賞、第54回菊池寛賞を受賞。「タブチくん!!」を始めアニメ化もされている。

## 来歴

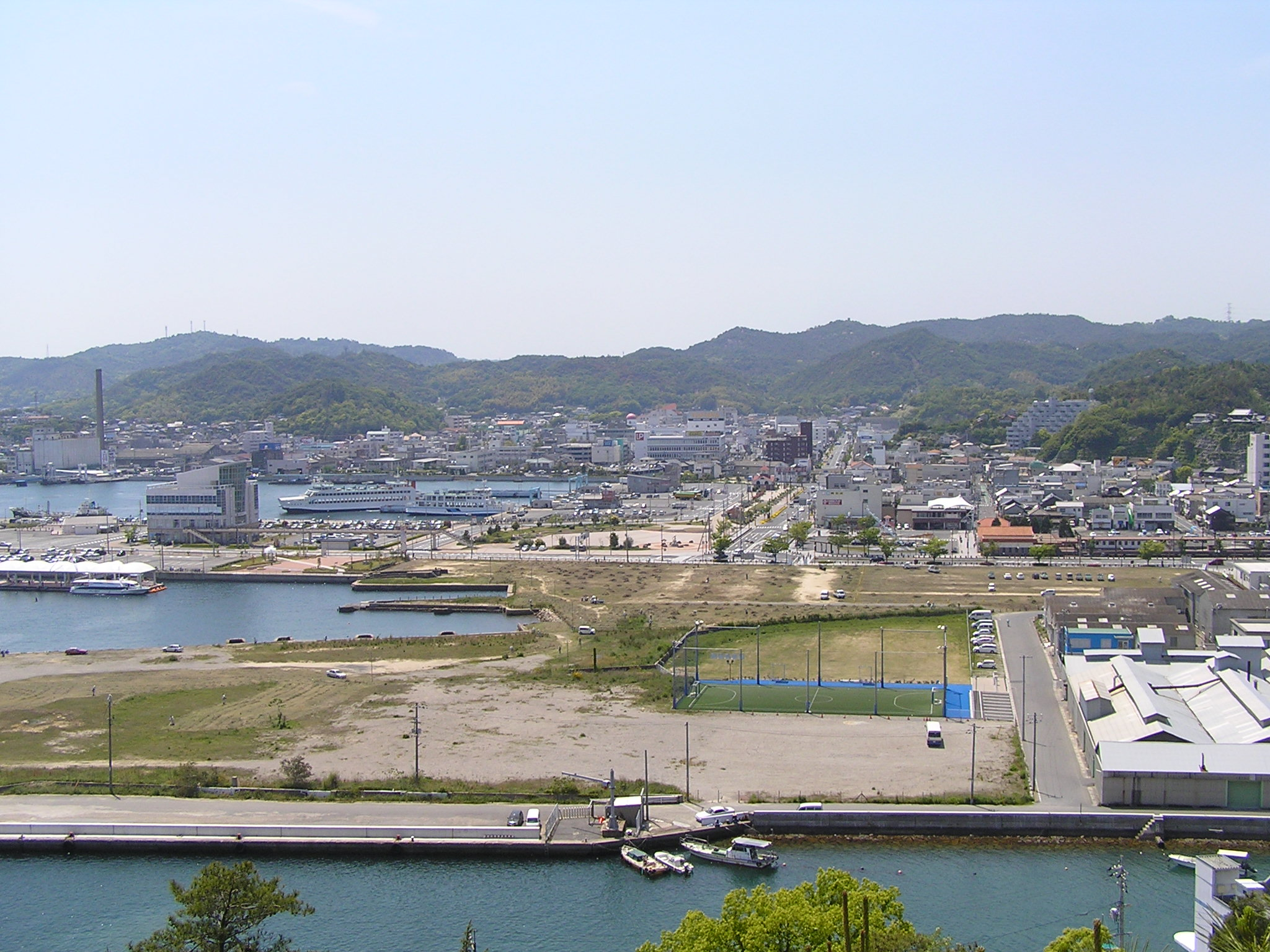
出身地宇野は「ののちゃん」の舞台によく似ている。自身の博物館ともいえる「ののちゃんち」があり、いしいは市の広報にも連載している。

岡山県玉野市（宇野）築港出身。岡山県立玉野高等学校2年生の時、漫画研究会発足時に誘われて会員となる。高校時代には虫プロ商事の漫画雑誌『COM』の読者投稿コーナー「ぐら・こん　基礎コース」に応募し、2度にわたって入選している。
1970年（昭和45年）に関西大学に進学し、漫画同好会に入会。当時は大阪府大阪市東淀川区下新庄に下宿した。1972年（昭和47年）4月、大学在学中に関西ローカルのアルバイト情報誌『日刊アルバイト情報』にて「oh!バイトくん」でデビュー。戦旗派から新右翼に移行した小説家の見沢知廉『背徳の方程式』によると、元解放派であったという。
1975年（昭和50年）には、大学時代の仲間の峯正澄、レオナルド・いもらと「チャンネルゼロ工房」を結成し、同人誌「チャンネルゼロ」を刊行する。同年3月、5年かかって関西大学社会学部を卒業、漫画家となる道を選ぶ。「チャンネルゼロ工房」で発行した自費出版単行本『Oh!バイトくん』が評判となり、1977年（昭和52年）にプレイガイドジャーナル社から初の単行本『バイトくん』が発売。その後、高信太郎の紹介で三流劇画誌『漫画大快楽』（檸檬社）1978年7月号に掲載した「おじゃ漫むし」で商業誌デビューする。また『漫画アクション』（双葉社）に連載していた「くるくるパーティー」からのセレクト版として、1979年（昭和54年）に代表作で、当時プロ野球選手だった田淵幸一をモデルとした『がんばれ!!タブチくん!!』が刊行され、アニメ映画化された。
いしいひさいち作品のヒットによりチャンネルゼロは1980年から1981年にかけて季刊漫画誌の『漫金超』（まんがゴールデンスーパーデラックス）を刊行。本誌は強い個性を持つ既成作家や同人作家を集めて紙面を構成されており、ニューウェーブ漫画家を多数起用した。
1980年（昭和55年）には、いしいの初期の多数の4コマ漫画作品が原作の『おじゃまんが山田くん』がテレビアニメ化。1981年（昭和56年）にはアニメ映画化もされ、1984年（昭和59年）には『元祖おじゃまんが山田くん』として実写ドラマ化もされた。
1999年（平成11年）には朝日新聞朝刊に掲載されている『となりのやまだ君』が『ホーホケキョ となりの山田くん』としてスタジオジブリで映画化。
1985年（昭和60年）、文藝春秋漫画賞を受賞。2003年（平成15年）、『現代思想の遭難者たち』（講談社）、『ののちゃん』（朝日新聞朝刊連載）など一連の作品に対して、第7回手塚治虫文化賞 短編賞を受賞。第32回（2003年（平成15年）度）日本漫画家協会賞大賞を受賞。2006年（平成18年）、菊池寛賞を受賞。
2009年（平成21年）11月21日より病気療養に入り、全ての連載が休載となった。その後体調が回復したため、2010年（平成22年）3月1日より朝日新聞の連載を再開させるなど、一部の仕事について復帰した。それ以後、連載は『ののちゃん』のみとなっていたが、月刊誌『熱風』2016年（平成28年）10月号(スタジオジブリ発行）にて新連載『ガラクタWAR』を開始。その後も『ワトスン文書』『ワトスン・メモ』『（笑）いしい商店』と作品タイトルを変え連載を継続している。また2020年（令和2年）6月より『小説新潮』にて新連載『剽窃新潮』を開始した。
2022年（令和4年）8月、公式サイトや『ののちゃん』内で掲載していた「吉川ロカ」というキャラクターのエピソードをまとめた単行本『ROCA 吉川ロカ ストーリーライブ』を刊行。自費出版ながら同年の「このマンガを読め!」で1位となり、各メディアでも好意的に取り上げられるなど話題作となった。

## 人物

### 顔出し・解説を嫌う
極端なマスコミ嫌い・人嫌いで、顔写真が公開されたのは『週刊明星』1979年9/30・10/7合併号と、文藝春秋漫画賞を受賞した1985年（昭和60年）に『夕刊フジ』（同年5月30日付）・『週刊文春』6月6日号に三度だけ露出したのみ。『となりの山田くん』映画化時は記者会見に出ないということが映画化を許諾する際の条件だったため代わりに『ホットケヨとりなしの山田くん 山田くんガイドブック』という小冊子を配った。漫画賞を受賞しても授賞式にも登場することはなく、代理人が出席している。サイン会も1985年（昭和60年）、『鏡の国の戦争』刊行時に2度おこなっただけである。
また、漫画家とのつきあいも少なく、漫画家になってから実際に会ったことのある漫画家は大友克洋・西村宗・高橋春男の3人だけであると記している。
デビューからしばらくの間は、自宅の電話機を常に冷蔵庫の中に入れていたという逸話もある。マスコミにほとんど露出しないため、奇人・偏屈イメージがあるが、実像は社交家でこそないものの、穏やかな物腰で人と接することのできる普通の人物である。寡黙ではあり、大友克洋は、大阪のチャンネルゼロまで赴いて面会した折に本人より周囲のチャンネルゼロの人間とばかり会話したような気がすると証言している。
かつては、自身の単行本に「解説」をつけられるのを嫌っており、デビュー単行本『バイトくん』（村上知彦と高信太郎が解説）以外には、解説がなかった。だが、近年刊行されている「ひさいち文庫」には解説がつけられるようになり、各界のいしいファンが寄稿している。

### 引越し
『がんばれ!!タブチくん!!』がヒットしていた頃、「いしい作品のモデルになった者は、皆不幸になる」という話が、学生時代を中心とした作者の交友関係者の周辺で、まことしやかに語られたこともあった。人前に出ないのは皮肉の対象人物からの報復を恐れているからだとする噂もあり、実際単行本の作者紹介欄には、「敵が多く、引越しを繰り返している」と書かれているものがある。ただし、モデルになった田淵幸一は大らかな性格で、『タブチくん!!』の愛読者だったと伝えられている。なお、いしい本人の『タブチくん!!』に対しての意識は、2003年（平成15年）のタイガースの優勝に際し「アンチ阪神を続けるあまりファンかアンチかわからなくなってきた」というコメントを寄せている。
漫画家デビュー以来現在までに大阪府大阪市東淀川区（既述）、兵庫県神戸市東灘区渦森台、神奈川県鎌倉市などに在住。自分で本を購入する習慣がなく、引越しをする際の条件に「図書館が近所にあるか」を盛り込むほどの「図書館ヘビーユーザー」を自称している。

### 音楽
ヴィジュアル系ロックバンドcali≠gariが好きと自身のコラムで語っており、『ののちゃん』第2492回でものぼるが「君が咲く山」を聴いて“壊れる”場面がある。他にGARNET CROWなども挙げる。「ののちゃん」連載内連載「ROCA」で主題となっているファドは、自身の音楽的嗜好である。

### 漫画
2012年（平成24年）に出版された書籍に収録した自筆の文章によれば、これまで出会った漫画作品のベスト3に安部慎一の『無頼の面影』、鈴木翁二の『夢は方南に在り』、楠勝平の『てっぺんかけたか』を挙げており、すべて『ガロ』の作家となっている（生涯ベスト単行本には楠勝平の『おせん』をあげている）。また現役の4コマ漫画では植田まさしの『コボちゃん』と、小坂俊史の作品に注目しているという。
古本の売買については、自作品に自身のキャラクターを登場させ「いろんな人によんでもらえる方が、まんが家としてはすてられるよりは良いですが」と語らせている。

### 親族
妻はヤクルト本社のノンキャリアOLであった女性で、1985年（昭和60年）に結婚。作中において自身の妻は「ののちゃん」の猫久保さんに似ているキャラクターで描かれる。

## 作品の特徴

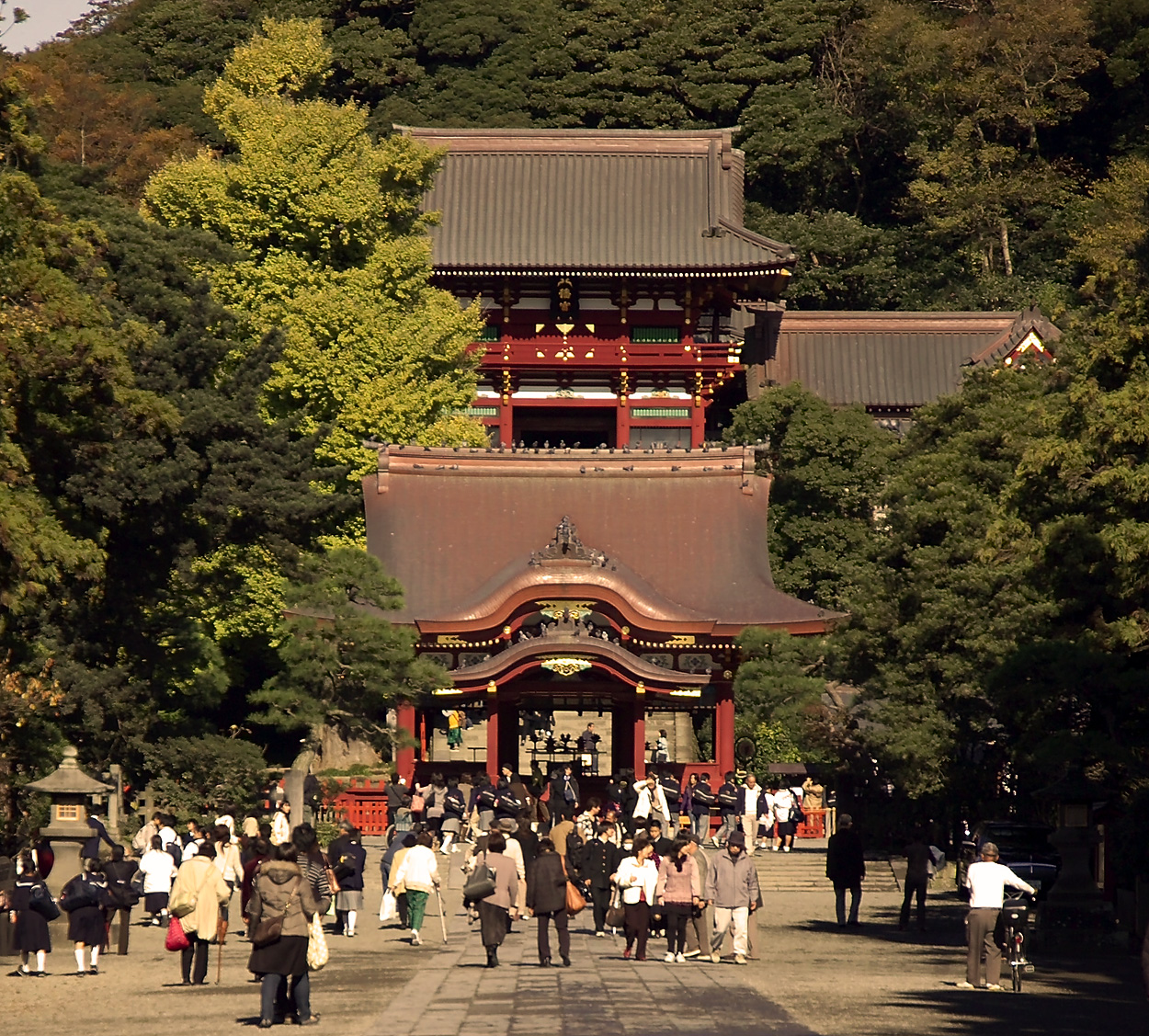
批判は権力者や政治に留まらない。観光客で賑わう鎌倉の高い物価でさえ在住者の視点を作中のキャラクターに語らせている。

### 幅広いテーマ
実在の政治家を始めとする人物、流行、事象、組織社会、地域社会、家族、地域差、生活習慣などの幅広いジャンルを読者が持つ多様な共通理解と巧みに掛け合わせて風刺し、シニカルに笑わせる作品が多い。同時に「何でも噛み付く」とまでいわれるほどあらゆる事象に対し批判精神を忘れない。
ビル・クリントンは「ビル・フリチントン」と書かれ、高橋由伸の顔はへのへのもへじとして描かれる。また、石原伸晃の顔はひょっとことして描かれる。
政治風刺漫画では、志位和夫が一度登場している。

### 観察眼
実在する人物を描く際、わかりやすい特徴をとらえて前面に押し出す。例として宮澤喜一が挙げられる。いしいは宮澤を、背もたれに腕を乗せて体を斜めにして座った姿で描くが、これは宮澤自身の癖がそのまま出ている。

### 言葉遣い
いしいの作品は台詞もすべて描き文字となっているが、「やむを得ない」を「やもうえない」と表現する、「しつこい」を「ひつこい」と表記するという特徴がある。

### 4コマへのこだわり
「いしいひさいちの登場以前、4コマ漫画は『起承転結』が基本であったが、いしいは自作でその既成概念を破壊した」という評論に対し、いしいは自著で「誤解です」と答えている。いしいによれば、そもそも4コマ漫画に起承転結というセオリーはなく、あるとすれば観念的な読者の認識のフレームではないかとしている。同様の理由で、いわゆる萌え4コマ（日常系4コマ）を「オチが弱い」という理由で批判するのはおかしいと指摘している。

### 実在人のパロディ
いしいが実在の人物をもとに創作した「タブチくん」などのキャラクターは、しばしばモデルとなった人物の枠を越えて自律し、モデルの人物とは直接関係のないキャラクターとして他の作品に登場するスターシステムとして使われている。
広岡達朗を例にあげると、「わたしはネコである」ではバイトくんのキャラクターの何人かとともに、安田猛を編集者とする高慢な作家「広岡達三」として、時代劇ものでは「大山田藩（10万石）の筆頭家老、広岡刑部」として登場し、江戸屋敷の家老である野村（野村克也）とは勢力争いを展開している。
また読売新聞主筆渡邊恒雄は、町内会長ナベツネツネオ（その実体は超人ワンマンマン）として「ののちゃん」に登場し、読売トップが朝日連載マンガの準レギュラー化するという事態に至った。この渡邊、広岡以外にも中曽根康弘、金正日など当初は悪意をこめて描かれていた人間が長期化するうちに不思議な愛嬌をおびてくるという現象も顕著である。
また、ののちゃんの同級生の少年探偵ミヤベくん（推理作家の宮部みゆきがモデル）のように、似顔絵キャラクター（この場合だと女流推理作家役など）を経ずに起用することもある。ただし、ミヤベくんは後から別の作品で（まったく同じ顔で）女流作家役としても起用された。
さらに著名人に留まらず、ヤクルトスワローズ私設応援団長をしていた岡田正泰まで登場させている。

### スター・システム
別の作品に同一キャラクターを登場させることが多い。前述の実在人の他、キクチくん、三宅さん、クボくん、スズキくん、藤原センセ、猫久保さん（広岡の家政婦など）など多数の例がある。自身をモデルにしたキャラクターを作品に登場させる場合は、「バイトくん」の主人公であるキクチくんの絵柄でほぼ一貫している。東日本大震災の前は、いしい被災地というネーミングで登場したことも多かった。

### 難解
また、作品には意味の分からない・分かりにくいオチの作品も多いが、筆者であるいしい自身も下書きや作品を何度読んでも意味が分からない作品も多数あるらしい。『となりのやまだ君』では『となりのののちゃん』（東京創元社）巻末にて自身も意味の分からなくなった一作品のオチの意味を読者に尋ねたり、『ののちゃん』の一作品では公式ホームページ上で自ら解説を行ったこともある。また単行本を出す際には、作者本人が作品を厳選、時に訂正や加筆を行っていることがひさいち文庫内において明らかにされている。ただし、徳間書店の単行本『山田くん全集』と『ののちゃん全集』においては、作品セレクトをやめて連載完全収録に踏み切り、長年の友人である村上知彦に心境の変化を指摘された。

## 作品リスト

### 漫画
- バイトくん
- がんばれ!!タブチくん!!
- 『おじゃまんが』奇想天外社、1979年
- 鏡の国の戦争
- 『いしいひさいちの経済外論』朝日新聞社共著　朝日新聞社、1987年 - 1991年
- 『スクラップスチック』少年画報社、1990年
- なんのマネカネ（週刊ポスト、1990年4月-1991年7月連載）
- わたしはネコである
- 『いしいひさいちの英語で覚えるニッポン入門 経済外論編』ケリー伊藤英訳　SSコミュニケーションズ　1992年
- 元祖おじゃまんが山田くん
- 『いしいひさいちの問題外論』チャンネルゼロ、1992-99年
- ワイはアサシオや
- 『コミカル・ヒストリー・ツアー』週刊朝日百科 世界の歴史
- 『コミカル・ミステリー・ツアー　赤禿連盟』創元推理文庫、1992-98年
- 『いしいひさいちの大政界』チャンネルゼロ、1993-94年
- 『忍者無芸帖』文春文庫、1993年
- パッパラ天国（小学四年生、1994年3月号[31]-8月号連載）
- 4年B組ヤンパチ先生（小学四年生、1996年4月号[32]-8月号連載）
- いしいひさいちのCNN
- 『わたしはネコである殺人事件』講談社、1996年
- 『ノンキャリウーマン』
- ドタバタぱぁティー
- まかまか漫マン
- ゴキブリ新聞
- 地底人
- 困ったもんだ（夕刊フジ）
- 『大問題』創元ライブラリ 95年から毎年刊行、峯正澄文
- DOUGHNUTS BOOKS
- 踊る大政界
- ののちゃん（旧・となりのやまだ君）
- 『女（わたし）には向かない職業』東京創元社、1997年　のち文庫（タイトルはP・D・ジェイムズの同名小説をひねったもの）
- 『新忍者無芸帖』文藝春秋、1998年
- 『となりのののちゃん』東京創元社、2001年
- 『ほんの一冊』朝日新聞社、1999年
- 『ほんの本棚』創元ライブラリ、2001年
- B型平次捕物帳
- 『現代思想の遭難者たち』講談社、2002年
- 『文豪春秋』創元ライブラリ、2002年
- 『眼前の敵』河出書房新社、2003年
- 『フン!』徳間書店スタジオジブリ、2004年
- 『大阪100円生活バイトくん通信』講談社、2005年
- スコン!（夕刊フジ）
- 『チャンチャンバラエティ 武士は死んでもなおらない』講談社、2009年
- いしい商店紀尾井町店（週刊文春連載）
- 剽窃新潮（小説新潮、2020年7月号- 連載中）
- 『ROCA 吉川ロカストーリーライブ』2022年、自費出版[33]

### 文章
- 大阪呑気大事典（大阪オールスターズ編）（JICC出版局）
- 本文ならびに挿絵を執筆。

### 単行本
| 書籍名                                               | 初版       | 出版社            |
| Oh! バイトくん                                       | 1974.4.6   | ﾁｬﾝﾈﾙｾﾞﾛ工房      |
| Oh! バイトくん2                                      | 1975.4.1   | ﾁｬﾝﾈﾙｾﾞﾛ工房      |
| Oh! バイトくん3                                      | 1977.1.1   | ﾁｬﾝﾈﾙｾﾞﾛ工房      |
| ４コマまんが集 バイトくん                            | 1977.11.10 | ﾌﾟﾚｲｶﾞｲﾄﾞｼﾞｬｰﾅﾙ社 |
| バイトくん２ 東淀川ひん民共和国                      | 1979.2.2   | ﾌﾟﾚｲｶﾞｲﾄﾞｼﾞｬｰﾅﾙ社 |
| バイトくん３ 名もなく貧しく美しくなく                | 1981.3.20  | ﾁｬﾝﾈﾙｾﾞﾛ          |
| バイトくん全集１ 屋根の上の午睡                      | 1984.5.20  | ﾁｬﾝﾈﾙｾﾞﾛ          |
| バイトくんブックス① 四畳半の男                       | 1988.5.15  | ﾁｬﾝﾈﾙｾﾞﾛ          |
| バイトくんブックス② 食いすぎた男                     | 1989.8.7   | ﾁｬﾝﾈﾙｾﾞﾛ          |
| バイトくんブックス③ よく寝る男                       | 1990.10.15 | ﾁｬﾝﾈﾙｾﾞﾛ          |
| バイトくんブックス④ ヒマな男                         | 1991.11.25 | ﾁｬﾝﾈﾙｾﾞﾛ          |
| バイトくんブックス⑤ ２時半の男                       | 1994.11.15 | ﾁｬﾝﾈﾙｾﾞﾛ          |
| バイトくんブックス⑥ 出歩く男                         | 1997.5.26  | ﾁｬﾝﾈﾙｾﾞﾛ          |
| バイトくんブックス⑦ ばかな男                         | 1999.12.25 | ﾁｬﾝﾈﾙｾﾞﾛ          |
| 大阪100円生活 バイトくん通信                         | 2005.6.25  | 講談社            |
| バイトくん! 大阪100円生活                            | 2009.4.20  | 講談社            |
| がんばれ!!タブチくん!!                               | 1979,1,1   | 双葉社            |
| がんばれ!!タブチくん!!②                              | 1979,6.20  | 双葉社            |
| がんばれ!!タブチくん!!③                              | 1979,12.28 | 双葉社            |
| タブチくん こんにちはタブチくん                      | 1980.6.30  | 双葉社            |
| タブチくん② ああ!プロ野球                            | 1985.12.8  | 双葉社            |
| タブチくん③ みんなのプロ野球                         | 1986.11.28 | 双葉社            |
| タブチくん④ わしらのベースボール                     | 1988.4.29  | 双葉社            |
| タブチくん⑤ あんたのベースボール                     | 1989.5.14  | 双葉社            |
| おじゃまんが                                         | 1979.4.25  | 奇想天外社        |
| 元祖 おじゃまんが山田くん                            | 1981.3.20  | ﾍﾗﾙﾄﾞ･ｴﾝﾀｰﾌﾟﾗｲｽﾞ  |
| 特選いしいひさいち おじゃまんが山田くん 熱闘甲子園編 | 2006.9.19  | 双葉社            |
| まんが ドタバタぱぁティー                            | 1980.12.15 | 双葉社            |
| スクラップスチック                                   | 1981.10.15 | 少年画報社        |
| スクラップスチック②                                  | 1986.12.15 | 少年画報社        |
| スクラップスチック③                                  | 1987.12.15 | 少年画報社        |
| スクラップスチック④                                  | 1988.12.15 | 少年画報社        |
| スクラップスチック⑤                                  | 1989.12.15 | 少年画報社        |
| スクラップスチック⑥                                  | 1990.12.15 | 少年画報社        |
| スクラップスチック⑦                                  | 1993.7.1   | 少年画報社        |
| ワイはアサシオや                                     | 1983.1.10  | 双葉社            |
| いしいひさいち選集1 存在と無知                       | 1983.2.20  | 双葉社            |
| いしいひさいち選集2 丸と罰                           | 1983.4.19  | 双葉社            |
| いしいひさいち選集3 健康と平和                       | 1983.6.20  | 双葉社            |
| いしいひさいち選集4 玉子と乞食                       | 1983.9.20  | 双葉社            |
| いしいひさいち選集5 老人と梅                         | 1984.1.16  | 双葉社            |
| いしいひさいち選集6 いかにも葡萄                     | 1984.6.7   | 双葉社            |
| いしいひさいち選集7 椎茸たべた人々                   | 1984.9.24  | 双葉社            |
| いしいひさいち選集8 垢と風呂                         | 1985.1.10  | 双葉社            |
| いしいひさいち選集9 ああ無精                         | 1985.5.10  | 双葉社            |
| いしいひさいち選集10 長距離走者の気の毒              | 1985.8.10  | 双葉社            |
| いしいひさいち選集11 まだらの干物                    | 1986.1.14  | 双葉社            |
| いしいひさいち選集12 馬力の太鼓                      | 1986.4.10  | 双葉社            |
| いしいひさいち選集13 美女と野球                      | 1986.7.10  | 双葉社            |
| いしいひさいち選集14 フラダンスの犬                  | 1986.10.13 | 双葉社            |
| いしいひさいち選集15 かくも長き漫才                  | 1987.3.10  | 双葉社            |
| いしいひさいち選集16 学問ノスズメ                    | 1987.6.9   | 双葉社            |
| いしいひさいち選集17 麦と変態                        | 1987.10.28 | 双葉社            |
| いしいひさいち選集18 不思議の国の空巣                | 1988.2.28  | 双葉社            |
| いしいひさいち選集19 ドンブリ市民                    | 1988.8.9   | 双葉社            |
| いしいひさいち選集20 泥棒の石                        | 1988.12.28 | 双葉社            |
| いしいひさいち選集21 毛沢東双六                      | 1989.8.28  | 双葉社            |
| いしいひさいち選集22 とかげのアン                    | 1990.2.26  | 双葉社            |
| いしいひさいち選集23 伊豆のうどん粉                  | 1990.6.30  | 双葉社            |
| いしいひさいち選集24 公団嵐が丘                      | 1990.12.28 | 双葉社            |
| いしいひさいち選集25 出前とその弟子                  | 1991.2.1   | 双葉社            |
| いしいひさいち選集26 女の一升瓶                      | 1991.7.17  | 双葉社            |
| いしいひさいち選集27 任侠の家                        | 1992.2.20  | 双葉社            |
| いしいひさいち選集28 パリは揉めているか              | 1993.2.10  | 双葉社            |
| いしいひさいち選集29 風の玉三郎                      | 1994.8.12  | 双葉社            |
| いしいひさいち選集30 ｱﾝﾀ･ｶﾚｰﾆｼﾅ                      | 1995.7.12  | 双葉社            |
| いしいひさいち選集31 テニスに死す                    | 1996.3.28  | 双葉社            |
| いしいひさいち選集32 お高慢と偏見                    | 1997.5.14  | 双葉社            |
| いしいひさいち選集33 失禁園                          | 1998.1.15  | 双葉社            |
| いしいひさいち選集34 酒乱童子                        | 2000.10.12 | 双葉社            |
| いしいひさいち選集35 錯乱の園                        | 2000.10.12 | 双葉社            |
| いしいひさいち選集36 クローン猫                      | 2001.7.12  | 双葉社            |
| いしいひさいち選集37 蜜月マーヤの暴言                | 2003.12.12 | 双葉社            |
| いしいひさいち選集38 ドクトル自爆                    | 2005.5.28  | 双葉社            |
| いしいひさいち選集39 ライ麦畑でとっつかまえて        | 2006.12.20 | 双葉社            |
| 忍者無芸帖 いしいひさいちチャンバラアンソロジー      | 1985.2.10  | 双葉社            |
| 新・忍者無芸帖 101匹忍者大行進                       | 1988.11.7  | ﾁｬﾝﾈﾙｾﾞﾛ          |
| 新・忍者無芸帖 101匹忍者大行進②                      | 1991.5.10  | ﾁｬﾝﾈﾙｾﾞﾛ          |
| 忍者無芸帖 無芸の巻                                  | 1993.12.10 | 文藝春秋          |
| 忍者無芸帖 大食の巻                                  | 1993.12.10 | 文藝春秋          |
| 新・忍者無芸帖                                       | 1998.5.15  | 文藝春秋          |
| B型平次捕物帖                                        | 1991.11.30 | 竹書房            |
| B型平次捕物帖                                        | 1999.5.20  | 双葉社            |
| B型平次捕物控                                        | 2002.5.15  | 東京創元社        |
| チャンチャンバラエティ 武士は死んでもなおらない      | 2009.5.28  | 講談社            |
| 鏡の国の戦争                                         | 1985.11.1  | 潮出版社          |
| 鏡の国の戦争②                                        | 1987.11.1  | 潮出版社          |
| 鏡の国の戦争                                         | 1993.12.25 | 潮出版社          |
| 眼前の敵                                             | 2003.10.20 | 河出書房新社      |
| 地底人 暗黒魔団の陰謀                                | 1987.1.17  | 双葉社            |
| 地底人の逆襲                                         | 2000.1.27  | 双葉社            |
| いしいひさいちの経済外論                             | 1987.11.10 | 朝日新聞社        |
| いしいひさいちの経済外論Ⅱ                            | 1989.7.30  | 朝日新聞社        |
| いしいひさいちの経済外論Ⅲ                            | 1991.11.25 | 朝日新聞社        |
| いしいひさいちの経済外論 ﾊｲﾊﾟｰ･ｴﾃﾞｨｼｮﾝ               | 1995.10.1  | 朝日新聞社        |
| ノンキャリウーマン                                   | 1989.2.20  | 双葉社            |
| ノンキャリウーマン②                                  | 1991.8.19  | 双葉社            |
| ノンキャリウーマン① いつもちゃっかり，三宅さん       | 1999.5.20  | 双葉社            |
| ノンキャリウーマン② とてもちゃっかり，三宅さん       | 1999.7.10  | 双葉社            |
| 新ノンキャリウーマン ちょっとのんびり，三宅さん      | 1999.7.10  | 双葉社            |
| いしいひさいちの大政界                               | 1990.4.1   | ﾁｬﾝﾈﾙｾﾞﾛ          |
| いしいひさいちの大政界②                              | 1994.1.10  | ﾁｬﾝﾈﾙｾﾞﾛ          |
| わたしはネコである                                   | 1990.4.23  | 講談社            |
| わたしはネコである                                   | 1992.7.15  | 講談社文庫        |
| わたしはネコである殺人事件                           | 1996.9.20  | 講談社            |
| ほんの一冊                                           | 1999.2.5   | 朝日新聞社        |
| ほんの本棚                                           | 2001.11.16 | 東京創元社        |
| 文豪春秋                                             | 2002.3.29  | 東京創元社        |
| ホン!                                                | 2006.9.10  | 徳間書店          |
| ヘン                                                 | 2010.5.10  | 徳間書店          |
| となりのやまだ君① 天下太平の巻                       | 1992.8.5   | 朝日新聞社        |
| となりのやまだ君② 万事快調の巻                       | 1993.3.25  | 朝日新聞社        |
| となりのやまだ君③ 家内安全の巻                       | 1993.11.5  | 朝日新聞社        |
| となりのやまだ君④ 無病息災の巻                       | 1994.5.5   | 朝日新聞社        |
| となりのやまだ君⑤ 天真爛漫の巻                       | 1994.12.5  | 朝日新聞社        |
| となりのやまだ君⑥ 天気晴朗の巻                       | 1995.7.5   | 朝日新聞社        |
| となりの山田くん全集１                               | 1999.5.10  | 徳間書店          |
| となりの山田くん全集２                               | 1999.5.10  | 徳間書店          |
| となりの山田くん全集３                               | 1999.5.10  | 徳間書店          |
| となりの山田くん①                                    | 2002.6.28  | 東京創元社        |
| となりの山田くん②                                    | 2002.6.28  | 東京創元社        |
| となりの山田くん③                                    | 2002.8.16  | 東京創元社        |
| となりの山田くん④                                    | 2002.10.25 | 東京創元社        |
| となりの山田くん⑤                                    | 2002.11.29 | 東京創元社        |
| となりの山田くん⑥                                    | 2002.12.27 | 東京創元社        |
| となりの山田くん⑦                                    | 2003.1.24  | 東京創元社        |
| となりの山田くん⑧                                    | 2003.2.28  | 東京創元社        |
| となりの山田くん⑨                                    | 2003.3.28  | 東京創元社        |
| となりの山田くん⑩                                    | 2003.4.25  | 東京創元社        |
| となりの山田くん⑪                                    | 2003.5.23  | 東京創元社        |
| ののちゃん①                                          | 1997.8.6   | ﾁｬﾝﾈﾙｾﾞﾛ          |
| ののちゃん②                                          | 1997.11.27 | ﾁｬﾝﾈﾙｾﾞﾛ          |
| ののちゃん③                                          | 1998.3.25  | ﾁｬﾝﾈﾙｾﾞﾛ          |
| ののちゃん④                                          | 1998.7.25  | ﾁｬﾝﾈﾙｾﾞﾛ          |
| ののちゃん⑤                                          | 1998.11.25 | ﾁｬﾝﾈﾙｾﾞﾛ          |
| ののちゃん⑥                                          | 1999.6.30  | ﾁｬﾝﾈﾙｾﾞﾛ          |
| ののちゃん⑦                                          | 1999.11.25 | ﾁｬﾝﾈﾙｾﾞﾛ          |
| ののちゃん⑧                                          | 2000.10.12 | ﾁｬﾝﾈﾙｾﾞﾛ          |
| ののちゃん⑨                                          | 2000.10.12 | ﾁｬﾝﾈﾙｾﾞﾛ          |
| ののちゃん⑩                                          | 2001.8.2   | ﾁｬﾝﾈﾙｾﾞﾛ          |
| ののちゃん1                                          | 2003.12.26 | 東京創元社        |
| ののちゃん2                                          | 2004.1.16  | 東京創元社        |
| ののちゃん3                                          | 2004.3.12  | 東京創元社        |
| ののちゃん4                                          | 2005.1.28  | 東京創元社        |
| ののちゃん5                                          | 2005.3.25  | 東京創元社        |
| ののちゃん6                                          | 2005.4.28  | 東京創元社        |
| ののちゃん7                                          | 2005.5.27  | 東京創元社        |
| ののちゃん8                                          | 2005.6.30  | 東京創元社        |
| ののちゃん9                                          | 2005.7.29  | 東京創元社        |
| ののちゃん10                                         | 2005.8.31  | 東京創元社        |
| ののちゃん11                                         | 2005.9.30  | 東京創元社        |
| ののちゃん12                                         | 2005.11.11 | 東京創元社        |
| ののちゃん全集①                                      | 2004.8.1   | 徳間書店          |
| ののちゃん全集②                                      | 2004.8.1   | 徳間書店          |
| ののちゃん全集③                                      | 2004.9.1   | 徳間書店          |
| ののちゃん全集④                                      | 2004.11.1  | 徳間書店          |
| ののちゃん全集⑤                                      | 2006.9.1   | 徳間書店          |
| ののちゃん全集⑥                                      | 2008.7.1   | 徳間書店          |
| ののちゃん全集⑦                                      | 2010.5.10  | 徳間書店          |
| ののちゃん全集⑧                                      | 2012.4.10  | 徳間書店          |
| ののちゃん全集⑨                                      | 2014.5.10  | 徳間書店          |
| ののちゃん全集⑩                                      | 2016.5.15  | 徳間書店          |
| ののちゃん全集⑪                                      | 2018.8.15  | 徳間書店          |
| ののちゃん全集⑫                                      | 2020.10.15 | 徳間書店          |
| ののちゃん全集⑬                                      | 2022.8.1   | 徳間書店          |
| ののちゃん全集⑭                                      | 2024.8.1   | 徳間書店          |
| となりのののちゃん                                   | 2001.5.30  | 東京創元社        |
| ののちゃんのとなり                                   | 2003.8.8   | 東京創元社        |
| たまののののちゃん                                   | 2024.3.3   | 蜻文庫            |
| なんとかなるよね ののちゃんのシアワセのヒント        | 1999.9.24  | ﾁｬﾝﾈﾙｾﾞﾛ          |
| フン!                                                | 2004.8.1   | 徳間書店          |
| ののちゃんセレクション ポチ!                         | 2018.8.10  | 徳間書店          |
| いしいひさいちの問題外論①                            | 1992.8.10  | ﾁｬﾝﾈﾙｾﾞﾛ          |
| いしいひさいちの問題外論②                            | 1993.3.1   | ﾁｬﾝﾈﾙｾﾞﾛ          |
| いしいひさいちの問題外論③                            | 1993.9.10  | ﾁｬﾝﾈﾙｾﾞﾛ          |
| いしいひさいちの問題外論④                            | 1994.5.25  | ﾁｬﾝﾈﾙｾﾞﾛ          |
| いしいひさいちの問題外論⑤                            | 1995.2.20  | ﾁｬﾝﾈﾙｾﾞﾛ          |
| いしいひさいちの問題外論⑥                            | 1995.6.30  | ﾁｬﾝﾈﾙｾﾞﾛ          |
| いしいひさいちの問題外論⑦                            | 1996.1.10  | ﾁｬﾝﾈﾙｾﾞﾛ          |
| いしいひさいちの問題外論⑧                            | 1996.5.20  | ﾁｬﾝﾈﾙｾﾞﾛ          |
| いしいひさいちの問題外論⑨                            | 1996.9.9   | ﾁｬﾝﾈﾙｾﾞﾛ          |
| いしいひさいちの問題外論⑩                            | 1997.1.20  | ﾁｬﾝﾈﾙｾﾞﾛ          |
| いしいひさいちの問題外論⑪                            | 1997.4.25  | ﾁｬﾝﾈﾙｾﾞﾛ          |
| いしいひさいちの問題外論⑫                            | 1997.10.25 | ﾁｬﾝﾈﾙｾﾞﾛ          |
| いしいひさいちの問題外論⑬                            | 1998.1.25  | ﾁｬﾝﾈﾙｾﾞﾛ          |
| いしいひさいちの問題外論⑭                            | 1998.5.25  | ﾁｬﾝﾈﾙｾﾞﾛ          |
| いしいひさいちの問題外論⑮                            | 1998.9.25  | ﾁｬﾝﾈﾙｾﾞﾛ          |
| いしいひさいちの問題外論⑯                            | 1999.1.25  | ﾁｬﾝﾈﾙｾﾞﾛ          |
| いしいひさいちの問題外論⑰                            | 1999.9.25  | ﾁｬﾝﾈﾙｾﾞﾛ          |
| コミカル・ミステリー・ツアー                         | 1992.11.20 | 東京創元社        |
| コミカル・ミステリー・ツアー2 ﾊﾞﾁｱﾀﾘ家の家           | 1995.3.3   | 東京創元社        |
| コミカル・ミステリー・ツアー3 ｻｲｺの挨拶              | 1998.6.19  | 東京創元社        |
| コミカル・ミステリー・ツアー4 長～～いお別れ         | 2006.7.14  | 東京創元社        |
| いしいひさいちのCNN                                  | 1995.8.1   | 文藝春秋          |
| 女には向かない職業                                   | 1997.5.30  | 東京創元社        |
| 女には向かない職業2 なんとかなるわよ                 | 2000.11.30 | 東京創元社        |
| 女には向かない職業1「おぼえてないわ」                | 2006.10.31 | 東京創元社        |
| 女には向かない職業2「なんとかなるわよ」              | 2006.11.30 | 東京創元社        |
| 大問題'95                                            | 1997.11.27 | 東京創元社        |
| 大問題'96                                            | 1998.8.14  | 東京創元社        |
| 大問題'97                                            | 1998.11.20 | 東京創元社        |
| 大問題'98                                            | 1998.4.24  | 東京創元社        |
| 大問題'99                                            | 1999.8.13  | 東京創元社        |
| 大問題2000                                           | 2000.11.24 | 東京創元社        |
| 帰ってきた「大問題」'01～'03                         | 2004.2.13  | 東京創元社        |
| 大問題'04                                            | 2004.6.11  | 東京創元社        |
| 大問題'05                                            | 2005.6.24  | 東京創元社        |
| 大問題'06                                            | 2006.5.31  | 東京創元社        |
| 大問題'07                                            | 2007.6.22  | 東京創元社        |
| 大問題'08                                            | 2008.7.31  | 東京創元社        |
| 大問題'09                                            | 2009.8.28  | 東京創元社        |
| 大問題'10                                            | 2010.8.27  | 東京創元社        |
| 現代思想の遭難者たち                                 | 2002.6.15  | 講談社            |
| 現代思想の遭難者たち 増補版                          | 2006.6.20  | 講談社            |
| 現代思想の遭難者たち                                 | 2016.5.10  | 講談社学術文庫    |
| ひさいち文庫 がんばれ!!タブチくん!!阪神死闘篇        | 2003.10.20 | 双葉社            |
| ひさいち文庫 大統領の陰謀                            | 2003.10.20 | 双葉社            |
| ひさいち文庫 バイトくん 大学には入ったけれど         | 2003.12.20 | 双葉社            |
| ひさいち文庫 忍者無芸帖 眠れる森の忍者               | 2003.12.20 | 双葉社            |
| ひさいち文庫 バイトくん② 屋根の上の午睡              | 2004.2.20  | 双葉社            |
| ひさいち文庫 がんばれ!!タブチくん!!② 獅子奮迅篇      | 2004.4.20  | 双葉社            |
| ひさいち文庫 踊る大政界                              | 2004.6.20  | 双葉社            |
| ひさいち文庫 山田家の人びと                          | 2004.8.20  | 双葉社            |
| ひさいち文庫 んなアホな!                             | 2004.10.20 | 双葉社            |
| ひさいち文庫 バイトくん③ お早ようさん                | 2004.12.20 | 双葉社            |
| ひさいち文庫 武士道満腹物語                          | 2005.2.20  | 双葉社            |
| ひさいち文庫 戦場にかける恥                          | 2005.4.20  | 双葉社            |
| ひさいち文庫 山田家の人びと②                         | 2005.6.20  | 双葉社            |
| ひさいち文庫 嗚呼!栄冠は君には輝かない               | 2005.8.20  | 双葉社            |
| ひさいち文庫 バイトくん④ わが部屋は一間なりき        | 2005.10.20 | 双葉社            |
| ひさいち文庫 にんにん物語 忍者無芸帳                 | 2005.12.20 | 双葉社            |
| ひさいち文庫 くるくるクロニクル                      | 2006.2.20  | 双葉社            |
| ひさいち文庫 バイトくん⑤ アパートの鍵壊れています    | 2006.4.20  | 双葉社            |
| ひさいち文庫 ロスタイム１７分                        | 2006.6.20  | 双葉社            |
| ひさいち文庫 永田三丁目の夕日                        | 2006.8.20  | 双葉社            |
| ひさいち文庫 武士道残飯物語                          | 2006.10.20 | 双葉社            |
| ひさいち文庫 バイトくん⑥ 禁じられたあくび            | 2006.12.20 | 双葉社            |
| ひさいち文庫 近くて遠山の金さん                      | 2007.2.20  | 双葉社            |
| ひさいち文庫 山田家の人びと③                         | 2007.4.20  | 双葉社            |
| ひさいち文庫 ユーアーマイ参議院 PNN                  | 2007.6.20  | 双葉社            |
| ひさいち文庫 ワシらを野球に連れて行け                | 2007.8.20  | 双葉社            |
| ひさいち文庫 てなもんやお宝発掘大作戦                | 2007.10.20 | 双葉社            |
| ひさいち文庫 ワイはアサシオや                        | 2007.12.20 | 双葉社            |
| ひさいち文庫 だからどーした劇場                      | 2008.2.15  | 双葉社            |
| ひさいち文庫 バイトくん⑦ バイトくん純情す            | 2008.2.20  | 双葉社            |
| ひさいち文庫 スチャラカお宝大明神                    | 2008.4.20  | 双葉社            |
| ひさいち文庫 これがワシらのプロ野球                  | 2008.6.20  | 双葉社            |
| ひさいち文庫 ナンセンス・ボックス                    | 2008.8.20  | 双葉社            |
| ひさいち文庫 がんばれ!!タブチくん!!③ おとぼけ夫婦篇  | 2008.10.19 | 双葉社            |
| ひさいち文庫 バイトくん⑧ 七人の寒がり                | 2008.12.14 | 双葉社            |
| ひさいち文庫 未曽有だよプロ野球                      | 2009.4.19  | 双葉社            |
| ひさいち文庫 スーパー政界ゴールデン・デラックス      | 2009.6.14  | 双葉社            |
| ひさいち文庫 バイトくん⑨ 滞納するは我にあり          | 2009.8.15  | 双葉社            |
| ひさいち文庫 ちゃっかり社長とうっかり社員            | 2009.10.18 | 双葉社            |
| ひさいち文庫 バイトくん⑩ ダイニングもキッチン        | 2009.12.13 | 双葉社            |
| ひさいち文庫 大江戸頓馬無芸帖                        | 2010.2.14  | 双葉社            |
| ヒラリー・クイーン 大統領への道                      | 2004.4.20  | 光文社            |
| ツーショットワールド 日本顔面崩壊                    | 2009.4.10  | 講談社            |
| ドーナッツボックス①                                  | 記載なし   | （笑）いしい商店  |
| ドーナッツボックス②                                  | 記載なし   | （笑）いしい商店  |
| ドーナッツボックス③                                  | 記載なし   | （笑）いしい商店  |
| ドーナッツボックス④                                  | 記載なし   | （笑）いしい商店  |
| ドーナッツボックス⑤                                  | 記載なし   | （笑）いしい商店  |
| ドーナッツボックス⑥                                  | 記載なし   | （笑）いしい商店  |
| ドーナッツボックス⑦                                  | 記載なし   | （笑）いしい商店  |
| ドーナッツボックス⑧                                  | 記載なし   | （笑）いしい商店  |
| ドーナッツボックス⑨                                  | 記載なし   | （笑）いしい商店  |
| スクラップスチック それがどうした                    | 記載なし   | （笑）いしい商店  |
| スクラップスチック② そ、それがどうした               | 2024.5.26  | （笑）いしい商店  |
| ガラクタの世紀                                       | 記載なし   | （笑）いしい商店  |
| ROCA 吉川ロカ ストーリーライブ                       | 2022.8.1   | （笑）いしい商店  |
| 花の雨が降る ROCAエピソード集                        | 2023.9.3   | （笑）いしい商店  |
| 金色に光る海 ROCA短編集                              | 2025.6.1   | （笑）いしい商店  |
| ROCA コンプリート                                    | 2025.6.15  | 徳間書店          |

### その他
- アメリカ映画『Go!Go!タイガース（英語版）』（1978年、ショーン・S・カニンガム監督)  - 日本公開時のポスターのイラスト（担当）制作。
- 『さらば国分寺書店のオババ』 (1979年、情報センター出版局、著作：椎名誠) - 本文挿絵。
- 『クラッシャージョウ』（1983年、松竹富士系）※劇場版アニメ映画 - スペシャル・デザイン（最低人）。
- 『大阪学』(新潮文庫、著作：大谷晃一) - カバーイラスト。
- 『名古屋学』 (新潮文庫、著作：岩中祥史) - カバーイラスト。